# Kurt Szilier
Kurt Szilier (* 11. Januar 1957 in Lugoj) ist ein rumänisch-deutscher Kunstturner und Turntrainer.
Szilier nahm als Mitglied der rumänischen Nationalmannschaft an den Europameisterschaften 1977, den Europameisterschaften 1979, den Olympischen Sommerspielen 1980 und den Europameisterschaften 1981 teil. Bei der EM 1981 gewann er eine Silbermedaille am Pauschenpferd.
Nach seiner Flucht in die Bundesrepublik Deutschland schloss er sich dem SV Weiskirchen an und wurde 1984 vierfacher Deutscher Meister.
Heute ist er Landestrainer des Bayerischen Turn-Verbandes.